# Taco Pozo
Taco Pozo är en ort i Argentina.   Den ligger i provinsen Chaco, i den norra delen av landet, 1 100 km norr om huvudstaden Buenos Aires. Taco Pozo ligger 261 meter över havet och antalet invånare är 8 470.
Terrängen runt Taco Pozo är mycket platt. Runt Taco Pozo är det mycket glesbefolkat, med 2 invånare per kvadratkilometer..
I omgivningarna runt Taco Pozo växer i huvudsak lövfällande lövskog.